# Karl Delisle (Politiker, 1827)
Karl Delisle (* 10. Februar 1827 in Konstanz; † 29. Januar 1909 in Karlsruhe) war ein deutscher Ingenieur und großherzoglich badischer Beamter, der sich als Abgeordneter in der Zweiten Kammer der Badischen Ständeversammlung für den Bau des Karlsruher Rheinhafens einsetzte.

## Leben
Delisle studierte Ingenieurwesen am Polytechnikum Karlsruhe und war dort 1843 Mitgründer der Burschenschaft Teutonia.
Nach dem Staatsexamen arbeitete Delisle von 1849 bis 1852 als Kartograf in Washington, D.C. und anschließend von 1852 bis 1854 als Ingenieur bei der North Pennsylvania Railroad. Nach einem kurzen Aufenthalt in Ungarn arbeitete er für die Vereinigten Schweizerbahnen beim Bau der Strecke Ragaz-Chur. 1863 trat er in den badischen Staatsdienst ein und arbeitete als technischer Transportinspektor bei der Großherzoglich Badischen Staatseisenbahnen, wo er 1872 zum Maschineningenieur ernannt wurde. Er nahm 1876 seinen Abschied, als er in der Beförderung übergangen wurde, weil er seine Arbeiter angeblich in demokratischem Sinne beeinflusst hatte. 1883 kehrte er aber in den badischen Staatsdienst zurück.
Außerdienstlich engagierte er sich im Verein Deutscher Ingenieure, wo er für die Einführung des metrischen Gewindesystems eintrat. Die Normung der Gewinde und anderer Maßsysteme wurde als Verbesserung im wissenschaftlichen Austausch wie auch im länderübergreifenden Handel mit den Erzeugnissen des Maschinenbaus erkannt, insbesondere wurde dadurch die Beschaffung von Ersatzteilen erleichtert. Zwischen 1888 und 1895 setzte sich Delisle in Diskussionen und Veröffentlichungen für die Normung ein, an der 1898 erreichten Lösung hatte er erheblichen Anteil.
1895 wurde er auf eigenes Ersuchen aus gesundheitlichen Gründen in den Ruhestand versetzt. Im gleichen Jahr wurde er als Abgeordneter für Rastatt in die Zweite Kammer der Badischen Ständeversammlung gewählt, der er bis 1899 als Mitglied der demokratischen Fraktion angehörte. In dieser Position setzte er sich für den Bau des Karlsruher Rheinhafens ein.
Karl Delisle liegt auf dem Hauptfriedhof Karlsruhe begraben.

## Ehrungen
- 1937 wurde nach ihm in Karlsruhe die Karl-Delisle-Straße benannt.